# Dwór Habichta w Przeworsku
Dwór Habichta w Przeworsku (Dwór Podzamecki w Przeworsku) – zabytkowa willa w stylu dworkowym znajdująca się przy ul. Skłodowskiej w Przeworsku.
Obiekt zaprojektowany został w 1921 przez Władysława Frońskiego lub Józefa Gałęzowskiego dla Ernesta Habichta, pełnomocnika Ordynacji Przeworskiej za czasów księcia Andrzeja Lubomirskiego. Budynek wybudowany został rok później w tzw. stylu dworkowym, nawiązującym do dawnych, polskich tradycji w budownictwie. Usytuowany został na tzw. Podzamczu w niedalekiej odległości od Pałacu Lubomirskich. Do czasu wybuchu II wojny światowej w dworku pomieszkiwał Jerzy Rafał Lubomirski, syn Andrzeja. Po upaństwowieniu ordynacji obiekt został zaadaptowany przez dra Henryka Jankowskiego na siedzibę oddziału chirurgii, a następnie rehabilitacji Szpitala w Przeworsku. W 2008 Starostwo w Przeworsku sprzedało obiekt prywatnemu inwestorowi. Obecnie służy celom komercyjnym. Przez pewien czas mieścił się tu również Rektorat Wyższej Szkoły Społeczno-Gospodarczej w Przeworsku.